# 新羅謝爾 (紐約州)
新羅謝爾 （英語：New Rochelle，/rəˈʃɛl/）是美國紐約州威斯特徹斯特縣的一座城市，位於長島海峽的北岸。2000年人口72,182人，是該州第七大城市。
胡格诺湖 (Huguenot Lake) 位於紐約州西徹斯特郡的新羅謝爾。
根據《紐約時報》1938年8月16日所報導，一群漁夫在一週之內連續在胡格诺湖中捕獲五條鱷魚(見下水道的鱷魚)。

## 友好城市
法國拉罗谢尔

## 資料
- 市政資料 （页面存档备份，存于）
- 胡格诺湖之空照圖
- 胡格诺湖照片

1. ↑  . United States Census Bureau.   [September 20, 2022]. （原始内容存档于2022-01-19）.
2. ↑  . . United States Geological Survey.